# Alice James
Alice James (New York, 7 agosto 1848 – Londra, 6 marzo 1892) è stata una scrittrice statunitense.

## Biografia

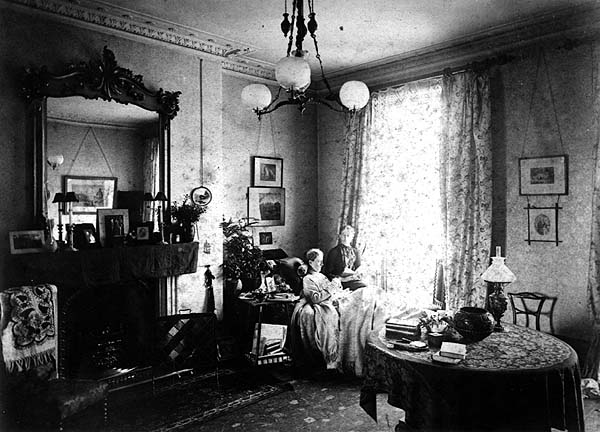
Alice, seduta, sulla sinistra (1890 circa)

Nata a New York nel 1848, ultima e unica donna di cinque figli di una famiglia di origini irlandesi, sorella dello scrittore e critico letterario Henry (1843-1916) e del filosofo e psicologo William (1842-1910), Alice James è nota principalmente per il suo diario, pubblicato postumo, con notevole successo, per la prima volta nel 1934.
L'opera, che riguarda gli ultimi tre anni di vita della scrittrice, malata di cancro al seno, ha avuto numerose edizioni ed è stata tradotta in francese e italiano.

Trasferitasi in Inghilterra nel 1884, vi rimase fino alla morte, avvenuta a Londra nel 1892, all'età di quarantatré anni .
Dalla sua vicenda sono nate numerose trasposizioni teatrali, tra cui l'opera del 1986 diretta da Nanni Fabbri (con i costumi del pittore Enrico Benaglia e la traduzione di Maria Antonietta Saracino) messa in scena a Roma, e il monologo di Claudio Novelli andato sulle scene a Milano, al Teatro Olmetto, nel 1993.